# NGC 5869
NGC 5869 (również PGC 54119 lub UGC 9742) – galaktyka soczewkowata (S0), znajdująca się w gwiazdozbiorze Panny. Została odkryta 24 lutego 1786 roku przez Williama Herschela. Galaktyka NGC 5869 należy do grupy galaktyk NGC 5846.
Niektóre źródła (np. baza SIMBAD) błędnie podają, że duplikatem NGC 5869 w katalogu NGC jest NGC 5865; w rzeczywistości NGC 5865 to zdublowana obserwacja galaktyki NGC 5868.